# Herriman (Utah)
Herriman [ˈhɛrɪmən] ist eine Stadt im Salt Lake County im US-Bundesstaat Utah. Laut der letzten Volkszählung im Jahr 2020 hatte Herriman 55.144 Einwohner. Seit der Eingemeindung im Jahr 1999 ist Herriman rapide gewachsen, da es im Jahr 2000 noch lediglich 1523 Einwohner zählte. Die letzte Schätzung von 2019 geht von mittlerweile 51.348 Einwohnern aus, womit die Stadt hinsichtlich der Einwohnerzahl mittlerweile an 32. Stelle im Bundesstaat Utah steht. Das extreme Wachstum der Stadt in den vergangenen Jahren ist vor allem auf die Lage zwischen dem Utah County und dem Salt Lake County sowie die hohe Verfügbarkeit von Land zurückzuführen.

## Geschichte
Herriman wurde im Jahr 1852 von Henry Herriman, Thomas Jefferson Butterfield, John Jay Stocking und Robert Cowan Petty gegründet. An der Stelle des heutigen Stadtparks wurde damals ein Fort errichtet, an welches heute nur noch zwei Robinien erinnern. Das Fort wurde bereits im Jahr 1857 wieder aufgegeben.

## Geographie
Nach Angaben des United States Census Bureau umfasst die Stadt eine Fläche von 52,5 km² (20,3 square miles). Derzeit wächst die Stadt weiter in Richtung Westen und Osten. Die letzte Erweiterung fand im Jahr 2018 statt, als ein Teil der Geländes der von Kennecott Utah Copper betriebenen Kupfermine eingemeindet wurde.
Herriman grenzt im Osten an Riverton, im Norden an South Jordan und im Südosten an Bluffdale.

## Bevölkerung
Laut der letzten Volkszählung von 2010 lebten in Herriman 21.785 Menschen in 5542 Haushalten und 5022 Familien. Die Bevölkerungsdichte liegt bei 389 Personen/km². Auf die Fläche der Stadt verteilt befinden sich 6022 Wohneinheiten, das entspricht einer mittleren Dichte von 107,5/km².
Die weiße Bevölkerung ist mit 93,3 % am stärksten vertreten, 6,2 % sind Hispanics oder Latinos, 1,3 % asiatischer Abstammung.
Nach der letzten Volkszählung des United States Census Bureau liegt die Einwohnerzahl im Jahr 2020 mittlerweile bei 55.144.

## Sport
In Herriman befindet sich die Zions Bank Real Academy, das Fußball-Trainingszentrum des Teams Real Salt Lake aus der Major League Soccer. Der Komplex umfasst unter anderem das Zions Bank Stadium mit 5000 Plätzen, in dem die Real Monarchs aus der United Soccer League und die Utah Warriors aus der Major League Rugby ihre Heimspiele austragen.